# Romulus Silvius
Romulus Silvius ist in der römischen Mythologie ein Nachkomme von Aeneas und elfter König von Alba Longa.
Sein Vorgänger war Agrippa Silvius.
Er regierte 19 Jahre lang. Legt man die von Dionysios von Halikarnassos angegebenen Regierungszeiten mit einer Rückrechnung vom traditionellen Jahr der Gründung Roms zugrunde, so entspricht das den Jahren 875 bis 856 v. Chr.
Sein Nachfolger war Aventinus Silvius.
Conrad Trieber geht davon aus, dass bei Redaktion der Königslisten in augusteischer Zeit dieser Königsname eingefügt wurde, um Augustus zu schmeicheln, indem die Könige Romulus Silvius und Agrippa Silvius mit Augustus und dessen Freund und Feldherren Marcus Vipsanius Agrippa zu identifizieren seien. Bei Agrippa Silvius wäre der Bezug offensichtlich, was Romulus als Namen des Augustus betrifft, so berichtet Sueton beispielsweise, dass der Senat geschwankt habe, ob Oktavian „Augustus“ oder „Romulus“ als Ehrenname verliehen werden solle – „Romulus“, da Oktavian ja gewissermaßen ein zweiter Gründer der Stadt sei.
Man habe sich aber schließlich für „Augustus“ entschieden.

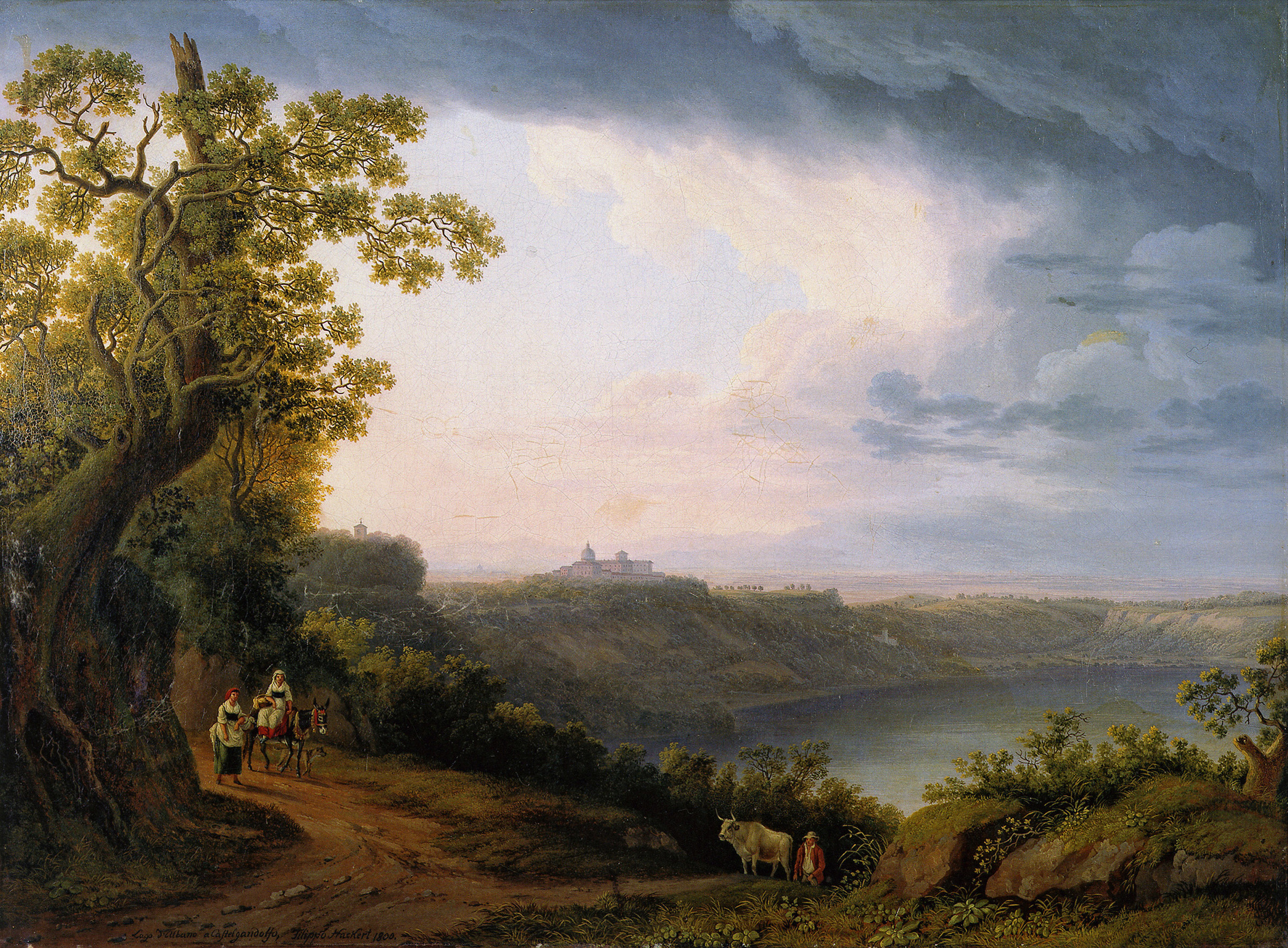
Albaner See mit eventuell aufziehendem Sturm (Jakob Philipp Hackert, 1800)

In ganz andere Richtung geht, was bei Dionysios über einen an der entsprechenden Position der Königsliste erscheinenden Allodios oder Alladius berichtet wird. Dieser König sei ein verhasster Tyrann gewesen, der keine Gottesfurcht kannte. Er ging so weit, Gerätschaften zu bauen, mit denen er Blitz und Donner imitierte.
Doch die Götter ließen ihrer nicht spotten: Der Blitz schlug in sein Haus, Regen kam und ließ den Albaner See so lange anschwellen, bis er das Haus des Allodios mit allen Bewohnern verschlang. Wie es in solchen Fällen üblich ist, könne man, wenn an manchen Tagen die Tiefen des Sees von Quellen und Zuflüssen ganz ungestört seien, die Ruinen des Hauses immer noch sehen. Entsprechende Beispiele aus der Antike sind die untergegangenen Städte Sipylos, Helike und Bura.
Dies stimmt mit dem überein, was bei Titus Livius und Ovid in verkürzter Form erscheint: Beide berichten, dass Romulus Silvius (Livius) bzw. Remulus (Ovid) vom Blitz erschlagen wurde. Hier eine schmeichelhafte Entsprechung des Romulus/Augustus zu sehen, scheint wenig plausibel. Weiter besteht eine offensichtliche Ähnlichkeit mit dem Mythos von Salmoneus, der, um Donner und Blitz zu imitieren, Bronzekessel hinter seinem Wagen herschleifte und brennende Fackeln in die Luft warf, wofür Zeus ihn mit seinem echten Blitz erschlug.
Auch bei Diodor findet sich eine Erzählung über einen frevlerischen König, der dort allerdings Aramulius heißt. Diodor erklärt auch, auf welche Weise der König den Donner erzeugt habe: Wenn es in der Erntezeit bedrohlich gedonnert habe, hätte Aramulius seinen Soldaten befohlen, gleichzeitig mit dem Schwert auf die Schilde zu schlagen. Er brüstete sich dann damit, dass solcher Ton lauter und beeindruckender als Jupiters Donner sei, worauf ihn Jupiters Blitz erschlug.
Siehe auch: Liste der Könige von Alba Longa